# وشنبویرن
وشنبویرن (به آلمانی: Wäschenbeuren) یک شهر در آلمان است که در گوپینگن واقع شده‌است. وشنبویرن ۳٬۹۵۲ نفر جمعیت دارد.